# Varicorhinus leleupanus
Varicorhinus leleupanus là một loài cá vây tia thuộc họ Cyprinidae.
Loài này chỉ có ở Burundi.
Môi trường sống tự nhiên của chúng là sông ngòi, hồ nước ngọt, và vùng đồng bằng nội địa.